# مالكولم وايتمان
مالكولم وايتمان (بالإنجليزية: Malcolm Whitman)‏ مواليد 15 مارس 1877 في نيويورك - الوفاة 28 ديسمبر 1932 في نيويورك، كان لاعب كرة مضرب أمريكي بدأ مسيرته كمحترف سنة 1896 وكان يلعب باليد اليمنى، اعتزل اللعب في 1917. كما أنه أحد أبطال الجراند سلام. أعلى تصنيف له في الفردي كان المركز الـ 1 في سنة 1900.

## النهائيات

### الفردي: الألقاب 3
| النتيجة | السنة | البطولة                     | الأرضية | المنافس         | النتيجة            |  |
| ------- | ----- | --------------------------- | ------- | --------------- | ------------------ |  |
| الفوز   | 1898  | بطولة أمريكا المفتوحة للتنس | عشبية   | دوايت ديفيس     | 3–6, 6–2, 6–2, 6–1 |  |
| الفوز   | 1899  | بطولة أمريكا المفتوحة للتنس | عشبية   | جاي بارملي بارت | 6–1, 6–2, 3–6, 7–5 |  |
| الفوز   | 1900  | بطولة أمريكا المفتوحة للتنس | عشبية   | وليام لارنيد    | 6–4, 1–6, 6–2, 6–2 |  |

## روابط خارجية
- مالكولم وايتمان على موقع رابطة محترفي التنس (الإنجليزية)
- مالكولم وايتمان على موقع الاتحاد الدولي لكرة المضرب (الإنجليزية)
- مالكولم وايتمان على موقع كأس ديفيز (الإنجليزية)
- مالكولم وايتمان على موقع قاعة مشاهير كرة المضرب الدولية (الإنجليزية)
- مالكولم وايتمان على موقع خلاصة التنس.كوم (الإنجليزية)